# WWE
Công ty World Wrestling Entertainment (Đấu vật Giải trí Thế giới, gọi tắt là WWE) là một công ty hoạt động trong các lĩnh vực giải trí, thể thao và truyền thông đại chúng (tập trung vào truyền hình, internet và tổ chức thi đấu trực tiếp), chủ yếu là trong ngành đấu vật biểu diễn (tiếng Anh: professional wrestling). Ngoài ra công ty còn đạt doanh thu lớn nhờ vào các dịch vụ khác như điện ảnh, âm nhạc, cấp giấy phép sản xuất và bán sản phẩm trực tiếp.
Cái tên WWE cũng đề cập đến việc quảng bá đấu vật chuyên nghiệp, được thành lập năm 1953 với tên Capital Wrestling Corporation. Đây là công ty quảng bá đấu vật lớn nhất thế giới, tổ chức hơn 450 sự kiện trực tiếp các năm qua, với dàn sao được chia thành ba thương hiệu chính lưu diễn toàn cầu, có hơn 1 tỷ hộ gia đình xem chương trình trên toàn cầu với 30 ngôn ngữ. Trụ sở chính của công ty đặt tại Stamford, Connecticut, cùng các văn phòng khác ở New York, Los Angeles, London, Mexico City, Mumbai, Thượng Hải, Singapore, Dubai, Munich và Tokyo.
Giống như ở các công ty đấu vật biểu diễn khác, các chương trình của WWE không phải thể thao đối kháng thực thụ, mà chỉ thuần về giải trí, với cốt truyện, kịch bản, và các trận đấu mang tính biểu diễn, cho dù các trận đấu có những đòn đánh có thể gây nguy cơ chấn thương cho người biểu diễn nếu như thực hiện không đúng cách. Điều này được nhắc đến lần đầu năm 1989 bởi chủ sở hữu của WWE là Vince McMahon, nhằm tránh phải nộp thuế cho hiệp hội vận động viên. Từ những năm 1980, WWE công khai các sản phẩm của mình là thể thao biểu diễn giải trí, nhắc tới sản phẩm của mình là sự kết hợp giữa thể thao đối kháng và biểu diễn sân khấu.
Chủ sở hữu đa số của công ty là chủ tịch kiêm giám đốc điều hành, nhà quảng bá đấu vật thế hệ thứ ba trong gia đình Vince McMahon, người nắm giữ 42% quyền sở hữu cổ phiếu hiện tại của công ty và 70,5% quyền biểu quyết. Công ty hiện tại, được thành lập ngày 21 tháng 2 năm 1980 với tên Titan Sports, Inc. tại South Yarmouth, Massachusetts. Công ty mua lại chính công ty mẹ của nó, Capital Wrestling Corporation Ltd. năm 1982. Titan đổi tên thành World Wrestling Federation Entertainment, Inc. năm 1999 và sau đó là World Wrestling Entertainment, Inc. năm 2002. Kể từ 2011, công ty chính thức được viết tắt thành WWE.

## Lịch sử

### Trước thời kỳ Titan Sports (1953-1982)
Roderick James "Jess" McMahon một võ sĩ quyền anh đặt ra trận đấu giữa Jess Willard và Jack Johnson vào năm 1915. Năm 1925, Tex Rickard, (ông là người xem thường môn đô vật và ngăn cản, không cho biểu diễn các trận đấu vật ở Madison Square Garden, New York giữa những năm 1939 và 1948) người cộng sự của Roderick James "Jess" McMahon đề xướng môn thi đấu chính thức ở Madison Square Garden là môn quyền anh. Trận đấu đầu tiên là trận tranh đai vô địch hạng nhẹ (light-heavyweight championship) giữa Jack Delaney và Paul Berlenbach.
Cùng thời gian đó, cựu đô vật Joseph Raymond "Toots" Mondt đã có một cuộc cách mạng. Ông luôn đề cao môn đấu vật và là người biến đổi đô vật thành một môn thể thao được ưa chuộng. Nhằm tăng sự hấp dẫn cho môn thể thao này, ông đã thành lập "Slam Bang Western Style Wrestling." Việc làm kế tiếp của ông của là hợp tác cùng với Ed Lewis và Billy Sandow, thuyết phục những võ sĩ đô vật ký kết hợp đồng với tên mới 'Gold Dust Trio', đồng thời thay đổi phong cách làm việc. Chính những điều đó đã tạo nên sự thay đổi lớn trong lịch sử ngành đấu vật biểu diễn sau này.
Nguồn gốc của WWE có thể được coi là bắt đầu từ năm 1952 khi Roderick James "Jess" McMahon và Toots Mondt thành lập công ty Capitol Wrestling Corporation Ltd. (CWC), sau đó sáp nhập với National Wrestling Alliance (NWA) vào năm 1953.
Vào tháng 11 năm 1954, McMahon qua đời. Ray Fabiani, một trong những cổ đông của Mondt, tiến cử con trai của McMahon là Vincent James.[1]  Người con nhà McMahon và Mondt đã rất thành công và nhanh chóng kiểm soát được 70% việc book các trận đấu của NWA, chủ yếu nhờ vào sự ảnh hưởng lớn của họ ở vùng Đông Bắc. Năm 1963, McMahon và Mondt có một cuộc tranh cãi với NWA về việc book cho "Nature Boy" Buddy Rogers trở thành nhà vô địch đai NWA World Heavyweight Championship.[2]Cả hai rời NWA để phản đối và thành lập nên WWWF trong thời gian này, đưa Rogers trở thành nhà vô địch đai WWWF World Heavyweight Championship vào tháng 4 năm đó. Rogers để mất đai trước Bruno Sammartino một tháng sau đó, vào ngày 17 tháng 5 năm 1963, sau khi trải qua cơn đau tim một tuần trước khi trận đấu diễn ra.
Capitol vận hành WWWF theo một cách khá bảo thủ, nếu như so sánh với các công ty khác:[3] họ tổ chức sự kiện chính hàng tháng thay vì hàng tuần hoặc hai tuần một lần, với các đô vật babyface vô địch đấu với các đô vật heels trong chương trình bao gồm từ một đến ba trận đấu.[4] Sau khi có được hợp đồng truyền hình và thuê Lou Albano làm quản lý cho các đối thủ heel của Sammartino, WWWF bắt đầu bán cổ phần vào năm 1970.
Mondt rời khỏi Capitol vào cuối những năm 60, và dù WWWF đã từng rút khỏi NWA, Vince McMahon, Sr. vẫn lặng lẽ gia nhập vào năm 1971. Capitol đổi tên World Wide Wrestling Federation thành World Wrestling Federation (WWF) năm 1979.[5]

### Tập đoàn Titan Sports (1982-1998)
Thời Hoàng Kim (Golden Era, 1982-1993)

Logo World Wrestling Federation (1984 - 1995)

Năm 1979, con trai của Vincent J. McMahon, Vincent K. McMahon và vợ là Linda thành lập công ty Titan Sports tại  South Yarmouth, Massachusetts. Người con nhà McMahon mua lại Capitol Sports của cha mình vào năm 1982, nắm giữ quyền điều hành công ty. Với mục tiêu biến WWF thành công ty đấu vật biểu diễn lớn nhất đất nước, và rộng hơn là cả thế giới, McMahon tiến hành một quá trình mở rộng về cơ bản sẽ thay đổi bộ mặt của ngành đấu vật biểu diễn.
Ở cuộc gặp cổ đông thường niên của NWA năm 1983, nhà McMahon và nhân viên của Capitol là Jim Barnett tuyên bố rút lui khỏi tổ chức này. Điều này khiến các nhà tổ chức khác tức giận và phá bỏ rào cản giữa các công ty đấu vật khác với nhau, thứ được dựng nên từ khi NWA được thành lập vào những năm 1940. Hơn nữa, công ty còn thu được lợi nhuận từ việc quảng cáo, hợp đồng truyền hình và tiền bán băng hình để thu hút các tài năng từ các công ty đối thủ.
McMahon nhận được sự chú ý lớn khi ký hợp đồng với tài năng của AWA là Hulk Hogan, người có được sự nổi tiếng ở ngoài ngành đấu vật, nhờ vào sự xuất hiện ở phim Rocky III.[22]McMahon chiêu mộ Roddy Piper làm đối thủ của Hogan, và một thời gian ngắn sau là Jesse Ventura với vai trò bình luận viên. Các đô vật khác gia nhập đội ngũ còn có Jimmy Snuka, Don Muraco,The Iron Sheik, Nikolai Volkoff, Junkyard Dog, Paul Orndorff, Greg Valentine, và Ricky Steamboat. Nhiều đô vật gia nhập sau này cũng là các đô vật từng thi đấu cho AWA hoặc NWA.

WWF quyết định tổ chức tour diễn khắp nơi trên đất nước, và việc này đã đòi hỏi một số vốn khá lớn, khiến cho WWF suýt nữa đến bờ vực phá sản. Tương lai của nhà McMahon được phụ thuộc tất cả vào việc ý tưởng độc đáo mang tên WrestleMania thành công hoặc thất bại. WrestleMania đã trở nên rất thành công, và đã (cũng như vẫn) được coi như Super Bowl của đấu vật biểu diễn. Ông đã mời những nhân vật nổi tiếng được nhiều người hâm mộ và biết đến qua truyền hình như Mr. T, Muhammad Ali hay Cyndi Lauper tham gia sự kiện này, cũng như phát sóng trên kênh truyền hình âm nhạc MTV. Sự kiện này cũng như sự ăn khách của nó dẫn đến một thuật ngữ là Rock 'n' Wrestling Connection, là sự kết hợp của văn hóa pop và đấu vật biểu diễn.

Logo World Wrestling Federation (1995 - 1998)

WWF mở rộng việc làm ăn một cách mạnh mẽ dưới bàn tay của McMahon và đô vật babyface anh hùng là Hulk Hogan trong một vài năm. Sự ra mắt của Saturday Night's Main Event trên đài NBC năm 1985 đánh dấu lần đầu tiên đấu vật biểu diễn được chiếu trên sóng truyền hình kể từ những năm 1950, khi kênh truyền hình đã bị dừng hoạt động là DuMont Television Network chiếu các trận đấu của Capitol Wrestling Corporation của Vince McMahon Sr.. Những năm 1980 được gọi là thời kỳ "Wrestling Boom" (đấu vật biểu diễn bùng nổ) với đỉnh cao là sự kiện WrestleMania III diễn ra ở Pontiac Silverdome năm 1987, với số khán giả kỷ lục là là 93.173 - một kỷ lục mà phải tới 29 năm sau mới bị phá bở WrestleMania 32.[23] Trận tái đấu của main event WrestleMania III giữa nhà vô địch WWF Hulk Hogan và André the Giant tại The Main Event năm 1988 được theo dõi bởi 33 triệu người qua sóng truyền hình, và là trận đấu vật biểu diễn được xem nhiều nhất trong lịch sử truyền hình Bắc Mỹ.[24]
Năm 1985, Titan dời văn phòng về Stamford, Connecticut, trước khi trụ sở hiện tại được xây vào năm 1991. Sau đó, tập đoàn Titan Sports mới (tiền thân là tập đoàn WWF) được thành lập ở Delaware năm 1987 và được hợp nhất với các trụ sở tại Massachusetts vào tháng 2 năm 1988.[25]

#### Thời kì Attitude

Logo World Wrestling Federation (Thời kì Attitude) (1998 - 2002).

Thời kì Attitude chính thức diễn ra từ năm 1997 (theo sự khởi đầu của "Stone Cold" Steve Austin tại trận đấu King of the Ring vào năm 1996), chấm dứt thời kì cũ và bắt đầu một kỉ nguyên mới, bạo lực đóng vai trò chủ yếu, nhiều hành động thô tục được diễn ra dưới mọi hình thức, trên hết là âm mưu lật đổ đối thủ cạnh tranh của WWE, tập đoàn WCW (World Championship Wrestling). Sau khi Bret Hart "thua" trong trận đấu cuối cùng của mình với Shawn Michaels, đồng thời cũng là trận đấu gây tranh cãi nhiều nhất được biết đến trong lịch sử WWE qua cái tên Montreal Screwjob, Vince McMahon tạo ra tính cách riêng của mình và lấy tên là Mr. McMahon, một vị chỉ huy độc tài và hung tợn, người luôn khinh thường những đấu sĩ mà ông cho là "không phù hợp" như "Stone Cold" Steve Austin. Điều này tạo ra sự kình địch giữa Mr. McMahon và "Stone Cold" Steve Austin, song song với vụ việc trên là việc thành lập nhóm D-Generation X (đứng đầu gồm Triple H và Shawn Michaels). Ngoài ra WWF còn lập ra thể loại chương trình Monday Night Wars (Cuộc chiến tối thứ hai), nhằm cạnh tranh với WCW, nơi xảy ra cuộc thi đấu trực tiếp cùng thời gian.
Vào ngày 29 tháng 4 năm 1999, WWF biểu diễn một chương trình đặc biệt mang tên SmackDown! và được phát sóng trên kênh UPN network, sau Raw Is War (Monday Night Wars). Sau đó WWF SmackDown! trở thành một chương trình truyền hình chính thức vào ngày 26 tháng 8 năm 1999 và được trình chiếu hàng tuần vào mỗi đêm thứ năm.
Với sự thành công của Attitude vào ngày 19 tháng 9 năm 1999, công ty Titan Sports (lúc này đổi tên thành World Wrestling Federation) trở thành một công ty kinh doanh thuộc về các lĩnh vực giải trí và thể thao, ngoài ra Titan Sports còn nhận được sự đóng góp của 10 triệu cổ đông trong công ty. Không ngừng ở đó, WWF còn muốn mở rộng việc kinh doanh của mình thành nhiều dạng nhằm tăng thêm thu nhập như mở câu lạc bộ về đêm ở Time Square, sản xuất điện ảnh và sách báo.
Năm 2000, WWF cùng với kênh truyền hình NBC, tuyên bố thành lập XFL, một liên đoàn bóng đá ở Mỹ. Trong vài tuần đầu XFL được nhiều người đánh giá rất cao, nhưng sau đó lại xuống hạng và bị đánh giá thấp.

#### Mua lại WCW và ECW
Sau những cống hiến của McMahon, địa vị của WWF ngày một nâng cao, trong khi đó tình hình của WCW ngày càng tồi tệ và doanh thu thì tụt xuống đến mức báo động, biết rằng WCW sẽ không tồn tại được lâu dài, công ty chính của WCW AOL Time Warner đề nghị không ký kết hợp đồng với WCW nữa. Vào tháng 3 năm 2001, công ty WWF Entertainment mua lại WCW từ AOL Time Warner với giá 7 triệu USD. Không những thế, công ty Extreme Championship Wrestling (ECW) ở phía bắc cũng có số phận tương tự và sau này sáp nhập với WWF/E vào tháng 10 năm 2001.

### World Wrestling Entertainment
Năm 2000, hiệp hội World Wildlife Fund (cũng gọi WWF) là một tổ chức bảo vệ môi trường và hiện nay mang tên World Wide Fund for Nature, khởi kiện McMahon và WWF/E. Phiên tòa đồng ý rằng Titan Sports đã vi phạm một lần vào năm 1994, kết quả là WWF không được hoạt động ra ngoài phạm vi vùng phía bắc như trước đây. Vào ngày 5 tháng 5 năm 2002, WWF thay đổi cơ cấu tổ chức và đổi tên công ty thành WWE, website cũng chuyển từ wwf.com thành wwe.com. Ngày 6 tháng 5 năm 2002, công ty mang tên đầy đủ và chính thức là World Wrestling Entertainment, sự thay đổi trên được công khai vài ngày sau đó và được phát trên chương trình Monday Night Raw.
Tháng 4 năm 2002, khoảng một tháng trước khi đổi tên, WWE đề nghị chia thành hai thể loại chương trình riêng biệt, RAW và SmackDown! do hưởng được quyền lợi từ WCW và ECW, ngày càng nhiều các đấu sĩ WCW về thi đấu cho WWE. Điều đó khiến cho thời lượng chương trình của WWE kéo dài hơn trước. Ngoài ra, cứ khoảng vài năm WWE lại mở một cuộc trao đổi các đấu sĩ (Draft Lottery Pick) thi đấu cho mỗi thể loại chương trình khác nhau.
Ngày 26 tháng 5 năm 2006, sau khi Rob Van Dam thắng trận tranh đai giữa John Cena, WWE cho khôi phục lại ECW (Extreme Championship Wrestling) và chuyển thành thể loại chương trình thứ ba của WWE. ECW được biểu diễn hàng tuần vào mỗi đêm thứ ba và được phát sóng trên kênh SyFy Channel. Ngày nay ECW đã kết thúc thay vào đó là NXT

## Kỷ nguyên mới (New Era)
Năm 2016, WWE đã tổ chức show "WWE Draft" vào ngày 19/7, đúng vào dịp Smackdown được truyền hình trực tiếp trở lại sau nhiều năm. Sự kiện này đánh dấu một cột mốc mới, một kỷ nguyên mới với 2 brand một lần nữa được tách riêng biệt và khác nhau là Raw và SmackDown. Smackdown được trực tiếp vào thứ ba (với Shane McMahon là tổng lãnh đạo, và General Manager là Daniel Bryan) và Raw vẫn trực tiếp vào thứ hai hàng tuần (với tổng lãnh đạo là Stephanie McMahon và General Manager là Kurt Angle). Kỷ nguyên mới này được cho là sẽ giúp cho WWE hùng mạnh hơn xưa, khi nhiều đai sẽ trở lại và có rất nhiều các đô vật từ NXT debut lên main roster như Finn Bálor (Raw), Mojo Rawley (Smackdown), Alexa Bliss (Smackdown), Nia Jax (Raw), American Alpha (Smackdown), Carmella (Smackdown). Mặc dù vậy nhưng cũng đã có nhiều đội tan rã trong đợt chia brand vừa rồi như The Lucha Dragons, The Social Outcasts,...

### Luật đặc cách
Vào đầu năm 2019, Vince Kennedy McMahon xuất hiện trên Raw, và tuyên bố luật đặc cách do mình tự sáng tạo ra. Ông nói luật đặc cách sẽ được áp dụng cho hai chương trình chính gồm Raw và SmackDown và ba đô vật ở SmackDown sẽ được tạm thời chuyển sang Raw và ngược lại trong một thời gian nhất định, thương là cả chương trình. Luật đặc cách duy trì cho đến tháng 9 năm 2019 thì bị hủy bỏ.

### Mùa mới và ra mắtFriday Night SmackDowntrênFox(tháng 10 năm 2019-nay)
Vào ngày 3 tháng 10 năm 2019, Raw mở đầu với thông báo đây sẽ là mùa mới. Chương trình diễn ra khá thành công khi xuất hiện nhiều đô vật huyền thoại Hall of Fame làm khách mời, ngoài ra còn có tay boxing hàng đầu thế giới Tyson Fury. Tại SmackDown, chương trình được đổi tên thành Friday Night SmackDown, bắt đầu bằng việc Stephanie McMahon và Vince K. McMahon bước ra và tuyên bố mùa mới chính thức bắt đầu. Đồng thời, Friday Night SmackDown lần đầu tiên sẽ chuyển sang kênh Fox.
Tuần sau, WWE Draft diễn ra thành công với việc nhiều ngôi sao mới xuất hiện từ NXT, bên cạnh đó, nhiều siêu sao khác phải rời nhóm.

## Các chức vô địch và danh hiệu

### Các chức vô địch hiện tại

#### Raw
| Chức vô địch                       | Nhà vô địch hiện tại                           | Lần | Ngày thắng | Số ngày giữ đai | Địa điểm               | Ghi chú |
| ---------------------------------- | ---------------------------------------------- | --- | ---------- | --------------- | ---------------------- | --- |
| World Heavyweight Championship     | Seth "Freakin" Rollins                         | 1   | 27/5/2023  | 140             | Jeddah, Saudi Arabia   | Đánh bại AJ Styles trong trận chung kết của giải đấu tìm ra nhà vô địch đầu tiên tại Night of Champions. |
| WWE Championship                   | Roman Reigns                                   | 4   | 3/4/2022   | 372             | Arlington, Texas       | Đánh bại Brock Lesnar trong trận đấu Winner Takes All Match đồng thời giữ đai WWE Universal Championship tại WrestleMania 38 Night 2. Với cả hai chức vô địch, Reigns được công nhận là Undisputed WWE Universal Champion. |
| WWE SmackDown Women's Championship | Rhea Ripley                                    | 1   | 1/4/2023   | 196             | Inglewood, California  | Đánh bại Charlotte Flair tại WrestleMania 39 Night 1. |
| WWE Intercontinental Championship  | Gunther                                        | 1   | 10/6/2022  | 491             | Baton Rouge, Louisiana | Đánh bại Ricochet trong show SmackDown. Anh ấy giành được danh hiệu khi còn thí đấu ở SmackDown nhưng đã được chuyển sang Raw trong WWE Draft 2023.                                                                        |
| WWE Raw Tag Team Championship      | The Judgment Day (Finn Bálor và Damian Priest) | 2   | 16/10/2023 | 1+              | Indianapolis, Indiana  | Đánh bại Cody Rhodes và Jey Uso trong show Raw. Với cả hai chức vô địch, Bálor và Priest được công nhận là Undisputed WWE Tag Team Champions.                                                                              |

- Chú thích – WWE Women's Tag Team Championship và WWE 24/7 Championship cũng được bảo vệ trên Raw nhưng không được xếp vào thương hiệu này.

#### SmackDown
| Chức vô địch                        | Nhà vô địch hiện tại                           | Lần | Ngày thắng | Số ngày giữ đai | Địa điểm                 | Ghi chú |
| ----------------------------------- | ---------------------------------------------- | --- | ---------- | --------------- | ------------------------ | --- |
| WWE Universal Championship          | Roman Reigns                                   | 2   | 30/8/2020  | 953             | Orlando, Florida         | Đánh bại "The Fiend" Bray Wyatt và Braun Strowman trong trận Triple Threat No Holds Barred tại Payback (2020). Với cả hai chức vô địch, Reigns được công nhận là Undisputed WWE Universal Champion. |
| WWE Raw Women's Championship        | Iyo Sky                                        | 1   | 5/8/2023   | 70              | Paradise, Nevada         | Đánh bại cựu vô địch Bianca Belair trong trận Money in the Bank cash-in tại SummerSlam. |
| WWE United States Championship      | Rey Mysterio                                   | 3   | 11/8/2022  | 64              | Calgary, Alberta, Canada | Đánh bại cựu vô địch Austin Theory tại show SmackDown. |
| WWE SmackDown Tag Team Championship | The Judgment Day (Finn Bálor và Damian Priest) | 2   | 16/10/2023 | 1+              | Indianapolis, Indiana    | Đánh bại Cody Rhodes và Jey Uso trong show Raw. Với cả hai chức vô địch, Bálor và Priest được công nhận là Undisputed WWE Tag Team Champions.                                                       |

- Chú thích – WWE Women's Tag Team Championship và WWE 24/7 Championship cũng được bảo vệ trên SmackDown nhưng không được đề cập trong thương hiệu này.

#### NXT
| Chức vô địch                      | Nhà vô địch hiện tại                       | Lần | Ngày thắng          | Số ngày giữ đai | Địa điểm                | Ghi chú                                                                                |
| --------------------------------- | ------------------------------------------ | --- | ------------------- | --------------- | ----------------------- | -------------------------------------------------------------------------------------- |
| NXT Championship                  | Ilja Dragunov                              | 1   | 30 tháng 9 năm 2023 | 14              | Bakersfield, California | Đánh bại Carmelo Hayes tại NXT No Mercy.                                               |
| NXT North American Championship   | "Dirty" Dominik Mysterio                   | 2   | 3 tháng 10 năm 2023 | 11              | Orlando, Florida        | Đánh bại Trick William tại show NXT.                                                   |
| Million Dollar Championship       | LA Knight                                  | 1   | 13 tháng 6 năm 2021 | 63              | Orlando, Florida        | Đánh bại Cameron Grimes trong trận thang thép tại NXT TakeOver: In Your House.         |
| NXT Tag Team Championship         | Tony D'Angelo và Channing "Stacks" Lorenzo | 1   | 30 tháng 7 năm 2023 | 76              | Cedar Park, Texas       | Đánh bại Gallus (Mark Coffey và Wolfgang) tại The Great American Bash.                 |
| NXT Women's Championship          | Becky Lynch                                | 1   | 12 tháng 9 năm 2023 | 32              | Orlando, Florida        | Đánh bại Tiffany Stratton tại show NXT.                                                |
| NXT Women's Tag Team Championship | Alba Fyre và Isla Dawn                     | 1   | 6 tháng 7 năm 2021  | 40              | Orlando, Florida        | Đánh bại The Way (Candice LaRae và Indi Hartwell) tại NXT: The Greatest American Bash. |

- Chú thích 
 24/7 Championship cũng có thể được bảo vệ trên NXT vì đai được bảo vệ giữa tất cả thương hiệu. 
 NXT Cruiserweight Championship được bảo vệ trên NXT, NXT UK, và 205 Live!.

#### NXT UK
| Chức vô địch                    | Nhà vô địch hiện tại                                 | Lần | Ngày thắng         | Số ngày giữ đai | Địa điểm           | Ghi chú |
| ------------------------------- | ---------------------------------------------------- | --- | ------------------ | --------------- | ------------------ | --- |
| NXT United Kingdom Championship | Walter                                               | 1   | 5 tháng 4 năm 2019 | 863             | Brooklyn, New York | Đánh bại Peter Dunne tại NXT TakeOver: New York.                                                                                         |
| NXT UK Heritage Cup             | Noam Dar                                             | 3   | N/A                | N/A             | London, Anh        | Đánh bại A-Kid trong trận British Rounds trong NXT UK. Phát sóng ngày 20 tháng 5 năm 2021 nên ngày trận đấu diễn ra thực sự vẫn chưa rõ. |
| NXT UK Tag Team Championship    | Pretty Deadly (Lewis Howley và Sam Stoker)           | 1   | N/A                | N/A             | London, Anh        | Đánh bại Gallus (Mark Coffey và Wolfgang) trong NXT UK. Phát sóng ngày 25 tháng 2 năm 2021, nên ngày diễn ra trận đấu vẫn chưa rõ.       |
| NXT UK Women's Championship     | Tập tin:Meiko Satomura 2019.07.11.jpg Meiko Satomura | 1   | N/A                | N/A             | London, Anh        | Đánh bại Kay Lee Ray trong NXT UK. Phát sóng ngày 10 tháng 6 năm 2021 nên ngày diễn ra trận đấu vẫn chưa rõ.                             |

- Chú thích 
 NXT Cruiserweight Championship và 24/7 Championship cũng được bảo vệ trên NXT UK.

#### Các đai khác
| Chức vô địch                      | Nhà vô địch hiện tại         | Lần | Ngày thắng          | Số ngày giữ đai | Địa điểm                | Ghi chú                               |
| --------------------------------- | ---------------------------- | --- | ------------------- | --------------- | ----------------------- | ------------------------------------- |
| NXT Cruiserweight Championship    | Kushida                      | 1   | 13 tháng 4 năm 2021 | 161             | Orlando, Florida        | Đánh bại Santos Escobar trong NXT.    |
| 24/7 Championship                 | Nikki Cross                  | 1   | 19 tháng 7 năm 2021 | 64              | Dallas, Texas           | Đánh bại Akira Tozawa trong Raw.      |
| WWE Women's Tag Team Championship | Chelsea Green và Piper Niven | 1   | 20 tháng 9 năm 2021 | 1               | Raleigh, North Carolina | Đánh bại Natalya và Tamina trong Raw. |

- Chú thích – 24/7 Championship có thể được bảo vệ mọi lúc, mọi nơi miễn là có trọng tài. Đai có thể được giữ bởi bất cứ ai, không phân biệt giới tính, hoặc họ có phải một đô vật không.

### Các thành tựu khác
| Thành tựu                                                                 | Người thắng cuối cùng | Ngày thắng        | Địa điểm                    | Ghi chú |
| ------------------------------------------------------------------------- | --------------------- | ----------------- | --------------------------- | --- |
| King of the Ring                                                          | Xavier Woods          | 21 tháng 10, 2021 | Riyadh, Arab Saudi          | Đánh bại Finn Bálor trong trận chung kết giải đấu tại Crown Jewel để giành chiến thắng.                                                             |
| Queen's Crown                                                             | Zelina Vega           | 21 tháng 10, 2021 | Riyadh, Arab Saudi          | Đánh bại Doudrop trong trận chung kết giải đấu tại Crown Jewel để trở thành Queen's Crown đầu tiên.                                                 |
| Royal Rumble dành cho nam                                                 | Edge                  | 31 tháng 1, 2021  | Petersburg, Florida         | Loại Randy Orton cuối cùng tại Royal Rumble để giành chiến thắng.                                                                                   |
| Royal Rumble dành cho nữ                                                  | Bianca Belair         | 31 tháng 1, 2021  | Petersburg, Florida         | Loại Rhea Ripley cuối cùng tại Royal Rumble để giành chiến thắng.                                                                                   |
| Money in the Bank dành cho nam                                            | Big E                 | 18 tháng 7, 2021  | Fort Worth, Texas           | Đánh bại Ricochet, Kevin Owens, Riddle, Seth Rollins, Shinsuke Nakamura, Drew McIntyre và John Morrison tại Money in the Bank để giành chiến thắng. |
| Money in the Bank dành cho nữ                                             | Nikki ASH             | 19 tháng 7, 2021  | Dallas, Texas               | Đánh bại Natalya, Tamina, Asuka, Naomi, Alexa Bliss, Liv Morgan và Zelina Vega tại Money in the Bank để giành chiến thắng.                          |
| Cúp tưởng niệm André the Giant                                            | Jey Uso               | 2 tháng 4, 2021   | Petersburg, Florida         | Loại Shinsuke Nakamura cuối cùng trong SmackDown để giành chiến thắng. Phát sóng 9 tháng 4 năm 2021.                                                |
| WrestleMania Women's Battle Royal (dành cho nữ tại trận đấu WrestleMania) | Carmella              | 7 tháng 4, 2019   | Metlife Stadium, New Jersey | Loại Sarah Logan cuối cùng tại WrestleMania 35 để giành chiến thắng.                                                                                |